# Hemiceras trinubila
Hemiceras trinubila är en fjärilsart som beskrevs av Achille Guenée 1852. Hemiceras trinubila ingår i släktet Hemiceras och familjen tandspinnare. Inga underarter finns listade i Catalogue of Life.